# 圣纪尧姆
圣纪尧姆（法語：Saint-Guillaume，法語發音：[sɛ̃ ɡijom]）是法国伊泽尔省的一个市镇，属于格勒诺布尔区。

## 地理
圣纪尧姆（44°57'18"N, 5°35'21"E）面积13.33 平方千米，位于法国奥弗涅-罗讷-阿尔卑斯大区伊泽尔省，该省份为法国东南部内陆省份，北起顺时针与安省、萨瓦省、上阿尔卑斯省、德龙省、阿尔代什省、卢瓦尔省和罗讷省。
与圣纪尧姆接壤的市镇（或旧市镇、城区）包括：圣保罗莱莫内斯捷、格雷斯昂韦科尔、米里贝勒-朗沙特尔、圣昂代奥勒。

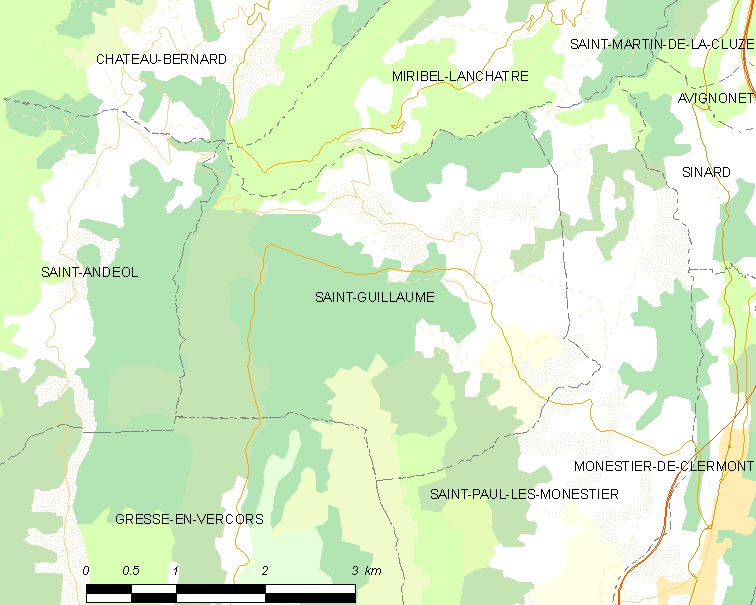
圣纪尧姆的OSM定位图

圣纪尧姆的时区为UTC+01:00、UTC+02:00（夏令时）。

## 行政
圣纪尧姆的邮政编码为38650，INSEE市镇编码为38391。

## 政治
圣纪尧姆所属的省级选区为马泰西讷-特列沃县。

## 人口

1962-2008年间圣纪尧姆人口变化图示

圣纪尧姆于2022年1月1日时的人口数量为239人。